# Кирпичников, Владимир Васильевич
Влади́мир Васи́льевич Кирпи́чников (7 июля 1903, Симбирск — 28 августа 1950, Москва) — советский военачальник, генерал-майор (4.06.1940). Единственный советский генерал, попавший в финский плен в годы Великой Отечественной войны. В 1950 году осужден за измену Родине и расстрелян; не реабилитирован.

## Начало военной службы
После окончания школы с 1915 года работал в типографии в Симбирске, с мая 1916 года учеником телеграфиста на Московско-Казанской железной дороге. С февраля 1917 года — продавец в кооперации в Симбирске. С 1920 года учился на рабфаке, с сентября 1921 года работал на Симбирском патронном заводе.
С сентября 1922 года служил в Красной Армии, поступив в Ульяновскую Краснознамённую пехотную школу имени В. И. Ленина, которое окончил в 1925 году. С 1925 года служил в 11-й стрелковой дивизии Ленинградского военного округа: командир стрелкового взвода, командир взвода полковой школы, командир пулемётной роты, командир роты ПВО, командир 2-й учебной роты. С декабря 1931 года служил в 4-й Туркестанской стрелковой дивизии Ленинградского ВО (Кингисепп), где командовал стрелковым и учебным батальонами 12-го Туркестанского стрелкового полка. С мая 1937 года исполнял должность начальника штаба полка.
С июня 1937 по июнь 1938 года находился в спецкомандировке в Испании, участвовал в Гражданской войне в Испании. По возвращении в июле 1938 года был назначен помощником командира 36-й стрелковой дивизии.
С 23 августа 1939 года — командир 43-й стрелковой дивизии. В этой должности полковник В. В. Кирпичников участвовал в Советско-финляндской войне в составе 7-й армии. На завершающем этапе войны дивизия под командованием В. В. Кирпичникова форсировала Выборгский залив и овладела островами Суонионсаари и Равансаари.
В мае 1941 года окончил курсы высшего начсостава при Военной академии имени М. В. Фрунзе.

## Великая Отечественная война
Во время Великой Отечественной войны продолжал командовать 43-й стрелковой дивизией, входившей в состав 23-й армии Северного фронта (с 23 августа — Ленинградский фронт). Дивизия участвовала в оборонительной операции в Карелии (Выборгско-Кексгольмская фронтовая оборонительная операция), с начала войны обороняясь по рубежам советско-финляндской границы. 23 августа финская Юго-Восточная армия перешла в наступление на Выборгском направлении, и уже 26 августа 43-я стрелковая дивизия и ряд других частей были окружены в котле у Порлампи.

## Плен
Утратив управление войсками, Кирпичников был контужен и при попытке выйти с небольшой группой бойцов из окружения в бессознательном состоянии (как утверждал при допросах после возвращения в СССР) попал в плен 1 сентября 1941 года, в районе деревни Порлампи. Из бесед с Кирпичниковым финны сделали вывод, что их данные о концентрации и перебросках сил Красной армии в основном правильные. Пожалуй, это и стало главным результатом бесед с советским генералом, ибо во всём остальном в связи с отступлением Красной Армии полученные от него сведения уже утратили свою актуальность и практического значения не имели. Неоднократно предпринимались попытки склонить В. В. Кирпичникова к сотрудничеству и пропагандистской деятельности. Такие попытки результата не возымели, но всё же под влиянием финской пропаганды В. В. Кирпичников написал несколько заметок о возможности государственного переворота в Советском Союзе, популярности Белого движения среди населения СССР, войне СССР с Германией и её союзниками, работе НКВД, семье и быте в Советском Союзе и на ряд других тем.
Поскольку В. Кирпичников оказался единственным советским генералом, захваченным финнами в плен, финское командование самым активным образом пользовалось данным фактом в пропаганде. В прессе широко освещался факт пленения советского генерала, публиковались десятки его фотографий в плену, был даже создан подготовлен специальный документальный фильм о нахождении в плену генерала Кирпичникова, который демонстрировали и в кинотеатрах, и советским военнопленным.
В конце 1941 года, после категорического отказа Кирпичникова возглавить антисоветское движение в Финляндии, финны утратили к нему интерес и отправили в лагерь для военнопленных офицеров, где содержали в условиях строгой изоляции. Когда в сентябре 1944 года было подписано перемирие между Финляндией и СССР (одним из условий которого был взаимный возврат военнопленных обеих армий), финны неоднократно предлагали Кирпичникову отказаться от возвращения в СССР и либо остаться в Финляндии, либо выехать в Швецию или США. Кирпичников на эти предложения ответил отказом.

## После плена
20 сентября 1944 года он был передан советскому командованию. Проходил проверку в Подольском проверочно-фильтрационном лагере, где его проверяли сотрудники 2-го отдела Главного управления контрразведки (ГУКР) «Смерш». К середине мая 1945 года проверка Кирпичникова была закончена. Следствием он обвинялся в том, что «на допросах выдал финнам сведения о концентрации частей Красной Армии на выборгском направлении и другие секретные данные о советских войсках», «предоставил финскому командованию доклад, в котором подробно описал боевые действия 43-й стрелковой дивизии, клеветал на советский строй и организацию Красной Армии и восхвалял финскую армию»; при этом органами МГБ СССР отмечалось, что «на предложение финских властей возглавить антисоветское движение среди военнопленных Красной Армии, находящихся в финском плену, Кирпичников якобы ответил отказом, вследствие чего финнами был заключен в лагерь, где содержался до выхода Финляндии из войны». По итогам проверки начальник ГУКР «Смерш» В. С. Абакумов 16 мая 1945 года утвердил, а заместитель главного военного прокурора Красной Армии санкционировал 18 мая 1945 года арест В. Кирпичникова. Из проверочно-фильтрационного лагеря В. В. Кирпичников был препровождён в Лефортовскую тюрьму, где находился до мая 1948 года. Оттуда был переведён в Сухановскую тюрьму МГБ СССР. 5 июля 1945 года ему было предъявлено обвинение по статье 58-1 «б» УК РСФСР (измена Родине, совершенная военнослужащим). Признал себя виновным в выдаче финнам некоторых сведений секретного характера и в написании доклада, где критиковал советское командование и Красную Армию и восхвалял германскую и финскую армии. Обвинения в добровольной сдаче в плен и в сотрудничестве с противником в плену отверг. 2 августа 1950 года ему было предъявлено окончательное обвинение.
Дело по обвинению в преступлениях, предусмотренных статьей 58-1 «б» УК РСФСР, бывшего командира 43-й стрелковой дивизии генерал-майора В. В. Кирпичникова было рассмотрено 28 августа 1950 года на закрытом судебном заседании Военной коллегии Верховного суда СССР без участия обвинения, защиты и свидетелей. На этом заседании В. В. Кирпичников был признан виновным, осужден по предъявленным следствием обвинениям и приговорён к высшей мере наказания — расстрелу с конфискацией имущества. Приговор был приведён в исполнение немедленно. По приговору суда был также лишён государственных наград и воинского звания.

## Попытки реабилитации
Вдове генерала Н. А. Кирпичниковой в 1954 году сообщили, что В. В. Кирпичников, отбывая наказание, 12 декабря 1951 года умер от рака желудка. Не поверив этой информации, она 23 апреля 1963 года направила заявление в ЦК КПСС, в котором просила о его реабилитации, выяснении причин смерти и выдачи «правдивого свидетельства о смерти». 20 июня 1963 года Главная военная прокуратура начала пересмотр дела В. В. Кирпичникова, в ходе которого привлекались специалисты из Военно-научного управления Генерального штаба Вооружённых Сил СССР и проводилась экспертиза сведений, сообщённых В. В. Кирпичниковым противнику. Экспертиза пришла к выводу, что «сообщённые им финнам в плену сведения о действиях 43-й стрелковой дивизии в обороне, были сообщены финнам далеко не полностью, к тому же задним числом и к моменту допроса Кирпичникова утратили актуальность, а следовательно, и практическую значимость», а потому использоваться при планировании боевых действия против советских войск уже не могли. То есть, факт измены Родины в форме перехода на сторону врага в его действиях отсутствовал. Но в письменном докладе В. В. Кирпичникова финскому командованию от 3 сентября 1941 года содержались сведения, составлявшие военную и государственную тайну. На этом основании в январе 1964 года в реабилитации было отказано, а привлечение генерала Кирпичникова к уголовной ответственности по статье 58-1 «б» УК РСФСР было признано обоснованным.
5 июня 1990 года уголовное дело в отношении В. В. Кирпичникова повторно рассматривалось в Главной военной прокуратуре, оснований для принесения протеста на приговор Военной коллегии Верховного Суда СССР от 28 августа 1950 года не было найдено. 26 апреля 2002 года Главная военная прокуратура отказала в реабилитации по архивному делу в отношении генерала Кирпичникова В. В., поскольку его вина в измене Родине в форме выдачи противнику военной тайны является установленной.

## Воинские звания
- майор (17.02.1936)
- полковник (21.01.1939)
- комбриг (2.03.1940)
- генерал-майор (04.06.1940)

## Награды
- Орден Красного Знамени (15.01.1940)
- Орден Красной Звезды (14.11.1938)
- Юбилейная медаль «XX лет Рабоче-Крестьянской Красной Армии» (22.02.1938)